# Гап
 Тази статия е за града във Франция.  За окръга вижте Гап (окръг).  
Гап (на френски: Gap) е град във Франция.

## География
Град Гап е главен административен център на департамент Отз Алп. На около 100 km на север от Гап се намира град Гренобъл. На около 200 km в югоизточна посока е брега на Средиземно море и градовете Ница и Монако. Има жп гара. Население 39 744 жители от преброяването през 2010 г.

## История
Градът е основан през 14 век.

## Спорт
Град е Гап е бил над двадесет пъти домакин на етапи от Колоездачната обиколка на Франция.
- На 16 юли 2006 г. в град Гап финишира 14 етап от Колоездачната обиколка на Франция. Победител е французина Пиерик Федриго.

## Личности
Родени
- Жан-Кристоф Лафей (1965-2006), френски алпинист
- Шантал Лоби (р.1957), френска певица
- Лоранс Манфреди (р.1974), френски лекоатлет
- Люсиан Ашил Мозан (1883-1952), френски художник
- Гийом Фарел (1489-1565), френски реформатор
- Мари-Ан Шазел (р.1951), френска киноактриса

## Побратимени градове
- Пинероло, Италия от 1963 г.
- Траунщайн, Германия